# Emili Papinià
Emili Papinià (en llatí Aemilius Papinianus) també conegut amb el nom de Papinià (Síria 140 - Roma 212) va ser un jurista romà.
Una inscripció diu que era fill de Papinià Hostilis i Eugènia Gracilis, els quals van tenir un fill de nom Emili Paul·le Papinià que va morir als 37 anys però probablement no es refereix al mateix Papinià. També es diu que va ser deixeble de Quint Cervidi Escevola però probablement és una confusió.
Va succeir a Septimi Sever, que més tard va ser emperador i del que era amic íntim, com a advocat del fisc (advocatus fisci) una mica abans de l'any 180. Se'l va relacionar amb Júlia Domna, la esposa de Sever. Septimi Sever el va nomenar Libellorum magister i després Praefectus Praetorio, càrrec que va ocupar fins a la mort d'aquest emperador, i membre del Consilium imperial. Lampridi menciona els deixebles de Papinià: Ulpià, Juli Paule, Sext Pomponi, Africà, Florentí i Modestí.
Sever va morir a Britànnia el 211 i probablement Papinià era al seu costat i li va encarregar buscar l'entesa entre els seus fills Caracal·la i Geta. Caracal·la el va destituir del seu càrrec i poc després de matar a Geta, el va fer va matar el 212, probablement per no haver volgut justificar davant del senat la mort de Geta. Va ser decapitat en presència de l'emperador i el seu fill, qüestor, va morir al mateix temps. Aquest fet hauria donat origen a la frase non tam facile parricidium excusari posse quam fieri (és molt més fàcil cometre un parricidi que justificar-lo) encara que l'autenticitat d'aquesta dita és dubtosa. Els detalls del que va passar varien segons les fonts però està fora de dubte que hi va haver una relació entre la mort de Geta i la de Papinià.

## Obres
Les seves principals obres apareixen al Digest: Quaestiones, en 37 llibres, que tracten l'estudi dogmàtic i els casos consultats i resolts per l'autor, i 19 llibres de Responsa, comentaris de casos reals, dos de Definitiones, tres de De Adulteriis, i un treball en grec ἐκ του̂ ἀστυνομικου̂ μονοβίβλου του̂ Παπινιανου̂ probablement sobre l'ofici d'edil.
Va ser el jurista romà de més alta reputació pels seus coneixements i per la seva mort, de màrtir per la justícia. Espartià l'anomena "juris asylum et doctrine legalis thesaurus". També se'l qualifica de prudentissimus, consultissimus, disertissimus, i altres. En el codi Teodosià els jutges encarregats van declarar l'autoritat dels seus escrits, és a dir que els seus escrits van passar a ser llei.
És considerat un dels prínceps de la jurisprudència romana, per la seva independència de criteri i per la seva recerca de solucions equitatives. La Llei de cites de l'any 426, que establia quins juristes podien ser invocats davant els tribunals, li concedia preeminència sobre els juristes romans. La seva obra és essencial en el Digest de Justinià. El Breviari d'Alaric, compilació de lleis feta pels visigots, dedica un capítol a Papinià i recull textos seus.